# Europees kampioenschap voetbal onder 18 - 1998 (kwalificatie)
De kwalificatie voor het Europees kampioenschap voetbal voor mannen onder 18 jaar van 1998 werd gespeeld tussen 15 augustus 1997 en 20 mei 1998. Er zouden in totaal zeven landen kwalificeren voor het eindtoernooi dat in juli 1998 heeft plaatsgevonden in Cyprus. Het gastland hoefde geen kwalificatiewedstrijden te spelen, maar was als gastland automatisch gekwalificeerd. In totaal deden er 49 landen van de UEFA mee.

## Gekwalificeerde landen
| # | Land      | Gekwalificeerd als    |
| - | --------- | --------------------- |
| 1 | Cyprus    | Gastland              |
| 2 | Portugal  | Winnaars tweede ronde |
| 3 | Ierland   | Winnaars tweede ronde |
| 4 | Engeland  | Winnaars tweede ronde |
| 5 | Kroatië   | Winnaars tweede ronde |
| 6 | Spanje    | Winnaars tweede ronde |
| 7 | Litouwen  | Winnaars tweede ronde |
| 8 | Duitsland | Winnaars tweede ronde |

## Eerste ronde

### Groep 1
De wedstrijden werden gespeeld tussen 16 en 20 oktober 1997 in Portugal.
| Pos | Team      | Wed | W | G | V | Ptn | DV | DT | +/− | Kwalificatie                    |   | POR | HUN | SLO | BUL |
| --- | --------- | --- | - | - | - | --- | -- | -- | --- | ------------------------------- | - | --- | --- | --- | --- |
| 1   | Portugal  | 3   | 3 | 0 | 0 | 9   | 7  | 3  | +4  | Geplaatst voor de tweede ronde. |   | —   | 2–1 | 3–1 | 2–1 |
| 2   | Hongarije | 3   | 2 | 0 | 1 | 6   | 8  | 3  | +5  |                                 |   | —   | —   | 3–0 | 4–1 |
| 3   | Slovenië  | 3   | 1 | 0 | 2 | 3   | 3  | 7  | −4  |                                 | — | —   | —   | 2–1 |     |
| 4   | Bulgarije | 3   | 0 | 0 | 3 | 0   | 3  | 8  | −5  |                                 | — | —   | –   | —   |     |

### Groep 2
De wedstrijden werden gespeeld tussen 14 en 18 oktober 1997 in Tsjechië.
| Pos | Team      | Wed | W | G | V | Ptn | DV | DT | +/− | Kwalificatie                    |   | ARM | SVK | CZE | ALB |
| --- | --------- | --- | - | - | - | --- | -- | -- | --- | ------------------------------- | - | --- | --- | --- | --- |
| 1   | Armenië   | 3   | 2 | 1 | 0 | 7   | 9  | 4  | +5  | Geplaatst voor de tweede ronde. |   | —   | 1–1 | 4–3 | 4–0 |
| 2   | Slowakije | 3   | 1 | 2 | 0 | 5   | 11 | 6  | +5  |                                 |   | —   | —   | 3–3 | 7–2 |
| 3   | Tsjechië  | 3   | 1 | 1 | 1 | 4   | 8  | 8  | 0   |                                 | — | —   | —   | 2–1 |     |
| 4   | Albanië   | 3   | 0 | 0 | 3 | 0   | 3  | 13 | −10 |                                 | — | —   | –   | —   |     |

### Groep 3
De wedstrijden werden gespeeld tussen 15 augustus en 26 november 1997.
| Pos | Team            | Wed | W | G | V | Ptn | DV | DT | +/− | Kwalificatie                    |     | GRE | GEO | ROU | MKD |
| --- | --------------- | --- | - | - | - | --- | -- | -- | --- | ------------------------------- | --- | --- | --- | --- | --- |
| 1   | Griekenland     | 6   | 4 | 1 | 1 | 13  | 9  | 5  | +4  | Geplaatst voor de tweede ronde. |     | —   | 2–1 | 1–0 | 4–1 |
| 2   | Georgië         | 6   | 3 | 1 | 2 | 10  | 8  | 6  | +2  |                                 |     | 0–0 | —   | 2–1 | 3–0 |
| 3   | Roemenië        | 6   | 3 | 0 | 3 | 9   | 12 | 9  | +3  |                                 | 3–0 | 2–0 | —   | 4–1 |     |
| 4   | Noord-Macedonië | 6   | 1 | 0 | 5 | 3   | 8  | 17 | −9  |                                 | 0–2 | 1–2 | 5–2 | —   |     |

### Groep 4
De wedstrijden werden gespeeld tussen 20 en 24 oktober in Moldavië.
| Pos | Team         | Wed | W | G | V | Ptn | DV | DT | +/− | Kwalificatie                    |   | IRL | MDA | AZE |
| --- | ------------ | --- | - | - | - | --- | -- | -- | --- | ------------------------------- | - | --- | --- | --- |
| 1   | Ierland      | 2   | 2 | 0 | 0 | 6   | 5  | 2  | +3  | Geplaatst voor de tweede ronde. |   | —   | 1–0 | 4–2 |
| 2   | Moldavië     | 2   | 1 | 0 | 1 | 3   | 1  | 1  | 0   |                                 |   | —   | —   | 1–0 |
| 3   | Azerbeidzjan | 2   | 0 | 0 | 2 | 0   | 2  | 5  | −3  |                                 | — | –   | —   |     |

### Groep 5
De wedstrijden werden gespeeld tussen 9 september en 14 november 1997.
| Pos | Team        | Wed | W | G | V | Ptn | DV | DT | +/− | Kwalificatie                    |     | ENG | YUG | RUS |
| --- | ----------- | --- | - | - | - | --- | -- | -- | --- | ------------------------------- | --- | --- | --- | --- |
| 1   | Engeland    | 4   | 2 | 1 | 1 | 7   | 8  | 4  | +4  | Geplaatst voor de tweede ronde. |     | —   | 0–0 | 3–2 |
| 2   | Joegoslavië | 4   | 1 | 2 | 1 | 5   | 5  | 6  | −1  |                                 |     | 0–4 | —   | 3–0 |
| 3   | Rusland     | 4   | 1 | 1 | 2 | 4   | 6  | 9  | −3  |                                 | 2–1 | 2–2 | —   |     |

### Groep 6
De wedstrijden werden gespeeld tussen 11 en 15 oktober 1997 in Frankrijk.
| Pos | Team                  | Wed | W | G | V | Ptn | DV | DT | +/− | Kwalificatie                    |   | FRA | SCO | DEN | BIH |
| --- | --------------------- | --- | - | - | - | --- | -- | -- | --- | ------------------------------- | - | --- | --- | --- | --- |
| 1   | Frankrijk             | 3   | 3 | 0 | 0 | 9   | 9  | 1  | +8  | Geplaatst voor de tweede ronde. |   | —   | 5–1 | 2–0 | 2–0 |
| 2   | Schotland             | 3   | 2 | 0 | 1 | 6   | 9  | 5  | +4  |                                 |   | —   | —   | 5–0 | 3–0 |
| 3   | Denemarken            | 3   | 1 | 0 | 2 | 3   | 4  | 7  | −3  |                                 | — | —   | —   | 4–0 |     |
| 4   | Bosnië en Herzegovina | 3   | 0 | 0 | 3 | 0   | 0  | 9  | −9  |                                 | — | —   | –   | —   |     |

### Groep 7
De wedstrijden werden gespeeld tussen 17 en 21 november 1997 in Malta.
| Pos | Team        | Wed | W | G | V | Ptn | DV | DT | +/− | Kwalificatie                    |   | SUI | UKR | MLT | LUX |
| --- | ----------- | --- | - | - | - | --- | -- | -- | --- | ------------------------------- | - | --- | --- | --- | --- |
| 1   | Zwitserland | 3   | 3 | 0 | 0 | 9   | 10 | 0  | +10 | Geplaatst voor de tweede ronde. |   | —   | 2–0 | 4–0 | 4–0 |
| 2   | Oekraïne    | 3   | 1 | 1 | 1 | 4   | 3  | 4  | −1  |                                 |   | —   | —   | 1–1 | 2–1 |
| 3   | Malta       | 3   | 1 | 1 | 1 | 4   | 2  | 5  | −3  |                                 | — | —   | —   | 1–0 |     |
| 4   | Luxemburg   | 3   | 0 | 0 | 3 | 0   | 1  | 7  | −6  |                                 | — | —   | –   | —   |     |

### Groep 8
De wedstrijden werden gespeeld tussen 3 en 7 november 1997 in Noord-Ierland.
| Pos | Team          | Wed | W | G | V | Ptn | DV | DT | +/− | Kwalificatie                    |   | CRO | NIR | AND  |
| --- | ------------- | --- | - | - | - | --- | -- | -- | --- | ------------------------------- | - | --- | --- | ---- |
| 1   | Kroatië       | 2   | 2 | 0 | 0 | 6   | 12 | 1  | +11 | Geplaatst voor de tweede ronde. |   | —   | 2–1 | 10–0 |
| 2   | Noord-Ierland | 2   | 1 | 0 | 1 | 3   | 6  | 2  | +4  |                                 |   | —   | —   | 5–0  |
| 3   | Andorra       | 2   | 0 | 0 | 2 | 0   | 0  | 15 | −15 |                                 | — | –   | —   |      |

### Groep 9
De wedstrijden werden gespeeld tussen 20 en 24 september 1997 in Israël.
| Pos | Team       | Wed | W | G | V | Ptn | DV | DT | +/− | Kwalificatie                    |   | ISR | NED | SMR  |
| --- | ---------- | --- | - | - | - | --- | -- | -- | --- | ------------------------------- | - | --- | --- | ---- |
| 1   | Israël     | 2   | 2 | 0 | 0 | 6   | 16 | 0  | +16 | Geplaatst voor de tweede ronde. |   | —   | 2–0 | 14–0 |
| 2   | Nederland  | 2   | 1 | 0 | 1 | 3   | 12 | 2  | +10 |                                 |   | —   | —   | 12–0 |
| 3   | San Marino | 2   | 0 | 0 | 2 | 0   | 0  | 26 | −26 |                                 | — | –   | —   |      |

### Groep 10
De wedstrijden werden gespeeld tussen 24 september en 20 november 1997.
| Pos | Team   | Wed | W | G | V | Ptn | DV | DT | +/− | Kwalificatie                    |     | ESP | ITA | BEL |
| --- | ------ | --- | - | - | - | --- | -- | -- | --- | ------------------------------- | --- | --- | --- | --- |
| 1   | Spanje | 4   | 4 | 0 | 0 | 12  | 10 | 2  | +8  | Geplaatst voor de tweede ronde. |     | —   | 3–1 | 2–0 |
| 2   | Italië | 4   | 2 | 0 | 2 | 6   | 5  | 6  | −1  |                                 |     | 1–3 | —   | 2–0 |
| 3   | België | 4   | 0 | 0 | 4 | 0   | 0  | 7  | −7  |                                 | 0–2 | 0–1 | —   |     |

### Groep 11
De wedstrijden werden gespeeld tussen 15 en 19 oktober 1997 in Finland.
| Pos | Team       | Wed | W | G | V | Ptn | DV | DT | +/− | Kwalificatie                    |   | LTU | FIN | AUT | ISL |
| --- | ---------- | --- | - | - | - | --- | -- | -- | --- | ------------------------------- | - | --- | --- | --- | --- |
| 1   | Litouwen   | 3   | 2 | 1 | 0 | 7   | 7  | 4  | +3  | Geplaatst voor de tweede ronde. |   | —   | 3–2 | 1–1 | 3–1 |
| 2   | Finland    | 3   | 2 | 0 | 1 | 6   | 9  | 7  | +2  |                                 |   | —   | —   | 4–3 | 3–1 |
| 3   | Oostenrijk | 3   | 1 | 1 | 1 | 4   | 6  | 5  | +1  |                                 | — | —   | —   | 2–0 |     |
| 4   | IJsland    | 3   | 0 | 0 | 3 | 0   | 2  | 8  | −6  |                                 | — | —   | –   | —   |     |

### Groep 12
De wedstrijden werden gespeeld tussen 6 en 10 oktober 1997 in Zweden.
| Pos | Team        | Wed | W | G | V | Ptn | DV | DT | +/− | Kwalificatie                    |   | TUR | SWE | BLR | LAT |
| --- | ----------- | --- | - | - | - | --- | -- | -- | --- | ------------------------------- | - | --- | --- | --- | --- |
| 1   | Turkije     | 3   | 2 | 1 | 0 | 7   | 4  | 1  | +3  | Geplaatst voor de tweede ronde. |   | —   | 2–0 | 1–0 | 1–1 |
| 2   | Zweden      | 3   | 2 | 0 | 1 | 6   | 5  | 2  | +3  |                                 |   | —   | —   | 4–0 | 1–0 |
| 3   | Wit-Rusland | 3   | 1 | 0 | 2 | 3   | 2  | 6  | −4  |                                 | — | —   | —   | 2–1 |     |
| 4   | Letland     | 3   | 0 | 1 | 2 | 1   | 2  | 4  | −2  |                                 | — | —   | –   | —   |     |

### Groep 13
De wedstrijden werden gespeeld tussen 22 en 26 september 1997 in Noorwegen.
| Pos | Team      | Wed | W | G | V | Ptn | DV | DT | +/− | Kwalificatie                    |   | POL | WAL | NOR |
| --- | --------- | --- | - | - | - | --- | -- | -- | --- | ------------------------------- | - | --- | --- | --- |
| 1   | Polen     | 2   | 1 | 1 | 0 | 4   | 3  | 1  | +2  | Geplaatst voor de tweede ronde. |   | —   | 1–1 | 2–0 |
| 2   | Wales     | 2   | 1 | 1 | 0 | 4   | 4  | 3  | +1  |                                 |   | —   | —   | 3–2 |
| 3   | Noorwegen | 2   | 0 | 0 | 2 | 0   | 2  | 5  | −3  |                                 | — | –   | —   |     |

### Groep 14
De wedstrijden werden gespeeld tussen 19 en 23 oktober 1997 in Duitsland.
| Pos | Team      | Wed | W | G | V | Ptn | DV | DT | +/− | Kwalificatie                    |   | GER | EST | FAR |
| --- | --------- | --- | - | - | - | --- | -- | -- | --- | ------------------------------- | - | --- | --- | --- |
| 1   | Duitsland | 2   | 2 | 0 | 0 | 6   | 11 | 1  | +10 | Geplaatst voor de tweede ronde. |   | —   | 4–1 | 7–0 |
| 2   | Estland   | 2   | 0 | 1 | 1 | 1   | 2  | 5  | −3  |                                 |   | —   | —   | 1–1 |
| 3   | Faeröer   | 2   | 0 | 1 | 1 | 1   | 1  | 8  | −7  |                                 | — | –   | —   |     |

## Tweede ronde
De wedstrijden vonden plaats tussen 25 maart en 20 mei 1998.
| Groep   | Team 1    | Totaal | Team 2      | 1e wedstrijd | 2e wedstrijd |
| ------- | --------- | ------ | ----------- | ------------ | ------------ |
| Groep 1 | Portugal  | 4–1    | Armenië     | 2–1          | 2–0          |
| Groep 2 | Ierland   | 3–0    | Griekenland | 1–0          | 2–0          |
| Groep 3 | Engeland  | 3–1    | Frankrijk   | 3–0          | 0–1          |
| Groep 4 | Kroatië   | 2–0    | Zwitserland | 2–0          | 0–0          |
| Groep 5 | Spanje    | 3–2    | Israël      | 2–0          | 1–2          |
| Groep 6 | Litouwen  | 3–2    | Turkije     | 0–2          | 3–0          |
| Groep 7 | Duitsland | 2–2    | Polen       | 1–2          | 1–0          |